# Chimchar
Chimchar (Japans: Hikozaru). Is een eerste fase vuurtype Pokémon uit de 4de generatie en is de vuur begin Pokémon in de Sinnoh regio in de spellen: Diamond, Pearl, Platinum, Brilliant Diamond en Shining Pearl.

## Biografie
Chimchar wordt gezien als de Chimp Pokémon en zijn uiterlijk is ook gebaseerd op die van een Chimpansee. Net zoals de chimpansee is Chimchar ook heel behendig met bomen beklimmen en kan hij goed slingeren. Chimchar een vlam op zijn rug, deze vlam gaat alleen uit als hij gaat slapen maar als Chimchar ziek is de vlam zwak. Als een Chimchar ernstig verzwakt wordt tijdens een gevecht, activeert hij zijn Blaze eigenschap waardoor zijn vuur aanvallen meer schade aanbrengen. Chimchars zijn zeldzame Pokémons die niet zo vaak in het wild gevonden worden.

### Type
Omdat Chimchar een vuurtype is, is hij sterk tegen Pokemons van het grastypes, insecttypes, ijstypes en staaltypes. Daarnaast doen ook aanvallen van vuur en fee types minder schade aan Chimchar. Chimchar is daarentegen zwak tegen rots, grond en water aanvallen. Daarnaast doen zijn vuur aanvallen minder schade op drakentypes.

### Evolutie
Als je Chimchar level 14 bereikt evolueert Chimchar naar zijn tweede fase Monferno die naast het vuurtype ook de vechttype erbij krijgt. Monferno zelf evolueert op level 36 weer naar de laatste fase en dat is Infernape.

## In de games
Chimchar is een begin Pokémon in Diamond, Pearl, Platinum, Brilliant Diamond en Shining Pearl. Omdat Chimchar een begin Pokémon is, houdt dit in dat hij buiten de keuze voor de starter Pokémon niet ergens anders voor kan komen in die games. Wel zijn ze te verkrijgen door middel van fokken. In de Teal Mask DLC van Pokémon, Scarlet en Violet krijgt de speler een ei met daarin een willekeurige Sinnoh begin Pokémon. De Indigo Disk DLC van Pokémon Scarlet en Violet en Legends Arceus zijn de enige Pokémon games waarin de speler een Chimchar in het wild kan tegenkomen.

## Anime
In aflevering 1 van de Pokémon Diamond en Pearl gedeelte van de Pokémon anime krijgt Dawn de keuze voor haar eerste Pokémon tussen Piplup, Turtwig en Chimchar, dit is de eerste keer dat een Chimchar verschijnt. Alleen kiest Dawn voor de Piplup als haar begin Pokémon.

### De Chimchar van Ash
In aflevering 3 van de Pokémon Diamond en Pearl gedeelte van de Pokémon anime ontmoet hoofdpersonage Ash, Paul waar hij aan het eind een 3 tegen 3 gevecht heeft, hierin gebruikt hij een Chimchar. Deze Chimchar heeft hij een tijdje terug gevangen nadat hij een groep Zangoosen in het wild versloeg met behulp van zijn Blaze eigenschap. Aangezien Blaze alleen geactiveerd wordt wanneer de Pokémon op zijn zwakst is, gooit Paul Chimchar vaak voor de bus en reageert hij boos op Chimchar en op een gegeven laat hij Chimchar los en stuurt hem de wijde wereld in. Ash die altijd een zwak voor Chimchar had en altijd zielig vond hoe Paul met Chimchar omging vroeg hij of Chimchar bij zijn team kwam en Chimchar accepteerde dat.
Chimchar is blij met Ash als trainer en is belangrijk in meerdere gym battles. In aflevering 81 kruizen de wegen van Ash en Paul elkaar weer en hebben ze een gevecht tussen hun Pokémons. Tijdens het gevecht neemt Chimchar veel schade op waardoor zijn blaze activiteit geactiveerd wordt. Chimchar weet alleen niet hij moet omgaan met de vele kracht die het hem geeft en hij raakt de controle kwijt waardoor hij de controle over zichzelf kwijt raakt en Ash hem tot rust moet krijgen. Door de tijd heen evolueert Chimchar naar Monferno en daarna nog naar Infernape. Tijdens de kwartfinale van de Sinnoh league (toernooi voor alle mensen met 8 badges, wat uitmaakt wie de beste trainer van Sinnoh is) neemt Infernape wraak op Paul door zijn Electivire te verslaan waardoor Ash van Paul wint.

### Pokémon Mystery Dungeon
Ter promotie van de games Pokémon Mystery Dungeon Explorers Of Time, Pokémon Mystery Dungeon Explorers of Darkness en Pokémon Mystery Dungeon Explorers Of Sky werden 2 korte anime films gemaakt die gaan over een Chimchar die bij de Wigglytuff gilde wilde horen om zijn droom als top verkenner te realiseren. Als een eerste poging mislukt lukt een tweede poging wel samen met een mens die veranderd is in een Piplup. De Chimchar en de Piplup vormen samen team Pokepals.

### Voice-over
In de anime en de Mystery Dungeon promotievideo's wordt Chimchars stem gedaan door stemacteur Bill Rogers.

## Manga
In de Pokémon Adventures Manga is Chimchar ook een van de begin Pokémon van de Sinnoh regio. Door een misverstand zijn de vrienden Diamond en Pearl per ongeluk bodyguards van de rijke Platinum geworden en krijgen ze daardoor de optie een begin Pokémon te kiezen. Pearl kiest voor een Chimchar die hij Chimler noemt.